# Бюст М. В. Келдыша в Риге
Бюст Мстислава Всеволодовича Келдыша установлен 24 апреля 1978 года в Риге, напротив главного здания Латвийского университета.
Выполнен из бронзы и гранита скульптором Львом Буковским и архитектором Георгом Бауманисом.
На постаменте надпись: Герой Социалистического Труда, академик Келдыш Мстислав Всеволодович за особые заслуги в развитии науки и техники, в создании и успешном запуске первого в мире космического корабля «Восток» с человеком на борту, Указом Президиума Верховного Совета СССР от 17 июня 1961 года награждён второй Золотой медалью «Серп и молот» (на латышском и русском языках).
На боковой грани постамента находились утраченные в 1990-е годы награды: две Звезды Героя и орден Ленина.
Изначально планировалось установить памятник на Эспланаде (носившей тогда имя «Парк Коммунаров»), среди бюстов героев революции и Великой Отечественной войны, поэтому по своей стилистике и размерам бюст М. В. Келдыша был ориентирован на них. Однако, по решению комиссии, окончательным местом расположения был выбран берег Городского канала перед зданием Латвийского университета, недалеко от моста Тимма.
18 октября 2023 года Рижская дума постановила демонтировать памятник. Снесён в ночь на 3 ноября 2023 года.